# كليف واشبورن
كليف واشبورن (بالإنجليزية: Cliff Washburn)‏ هو لاعب كرة قدم أمريكية أمريكي، ولد في 25 يناير 1980 في شيلبي في الولايات المتحدة.

## وصلات خارجية
- كليف واشبورن على موقع كلية كرة السلة في سبورتس رفرنس.كوم (الإنجليزية)
- كليف واشبورن على موقع ريلجم (الإنجليزية)
- كليف واشبورن على موقع JustSportsStats.com (الإنجليزية)